# Al Khalis
Al Khalis (en arabe : الخالص) est une ville d'Irak située à environ 15 kilomètres au nord-ouest de Bakouba dans la province de Diyala, et à environ 80 kilomètres de la capitale Bagdad. Est présente sur le territoire de la commune une prison qui accueille 300 détenus, notamment emprisonnés pour des faits de terrorisme ; cette dernière fait l'objet d'une évasion meurtrière en mai 2015, revendiquée par l'État islamique.

## Évasion de la prison
L'évasion d'Al Khalis est la fuite de plus de cinquante détenus, le 8 mai 2015, d'une prison de la ville. Parmi eux figurent des détenus emprisonnés pour terrorisme. Selon des estimations, environ 50 autres prisonniers et 12 policiers sont morts durant cette évasion.

### Déroulement
Une émeute a éclaté dans la prison, permettant à des prisonniers de saisir les armes des gardes, puis d'accéder à l'armurerie de la prison. Des sources gouvernementales ainsi que l'agence de presse Amaq, proche de l'État islamique (EI), ont attribué cette mutinerie à l'organisation État islamique, dont des combattants auraient réussi à pénétrer dans l'enceinte de la prison à l'aide d'engins explosifs.